# 노스웨스트주

노스웨스트 주의 위치

노스웨스트주(영어: Northwest Province, 츠와나어: Porofense ya Bokone Bophirima, 아프리칸스어: Provinsie Noordwes)는 남아프리카 공화국 서북부에 위치한 주로, 주도는 마피켕이다. 면적은 116,320km2로 남아프리카 공화국에서 네 번째로 좁다. 2007년 인구는 3,271,948명, 인구밀도는 28.1명/km2으로 남아프리카 공화국에서 세 번째로 적다. 북쪽으로 보츠와나와 접하고 있으며, 보츠와나에서 다수 민족인 츠와나족이 많이 산다.

## 개요
아파르트헤이트가 끝난 후인 1994년 트란스발주와 케이프주의 일부를 합쳐 새롭게 만들어졌다. 여기에는 보푸타츠와나의 반투스탄 지역이 포함되어 있었다.

## 지리
주 대부분이 듬성듬성 나무가 자라 있는 탁 트인 초원으로 이루어져 있는데 북동부에는 마갈리스버그(Magaliesberg)로 불리는 낮은 산맥 지대가 프리토리아에서 루스텐버그에 이르기까지 펼쳐져 있다. 남부에서는 발 강(Vaal)이 프리 스테이트 주와의 자연 경계를 이루고 있다.

## 인구

### 인종
2011년 기준 흑인이 89.8%, 백인이 7.3%, 컬러드가 1.8%, 인도인/아시아인이 0.6%이다.

### 언어

노스웨스트 주의 언어

츠와나어 사용 인구가 70.4%로 가장 많고, 아프리칸스어가 9.0%, 세소토어가 5.8%, 코사어가 5.5%, 총가어가 3.7%, 영어가 3.5%이다.

## 자치체
| 코드 | 도시권・군        | 지도  | 면적                  | 코드                          | 지방 자치체 | 지도                 | 면적                 |
| ---- | ----------------- | ----- | --------------------- | ----------------------------- | ----------- | -------------------- | -------------------- |
| DC37 | 보자날라 플래티넘 |       | 18,332km² (7,078mi²)  | NW371                         | 모레텔레    |                      | 1,369km² (529mi²)    |
| DC37 | 보자날라 플래티넘 | NW372 | 18,332km² (7,078mi²)  | 마디벵                        |             | 3,812km² (1,472mi²)  |                      |
| DC37 | 보자날라 플래티넘 | NW373 | 18,332km² (7,078mi²)  | 러스텐버그（러스텐버그 포함） |             | 3,492km² (1,348mi²)  |                      |
| DC37 | 보자날라 플래티넘 | NW374 | 18,332km² (7,078mi²)  | Kgetlengriver                 |             | 3,973km² (1,534mi²)  |                      |
| DC37 | 보자날라 플래티넘 | NW375 | 18,332km² (7,078mi²)  | 모세스                        |             | 5,215km² (2,014mi²)  |                      |
| DC38 | 중앙자치구        |       | 27,854km² (10,754mi²) | NW381                         | Ratlou      |                      | 4,538km² (1,752mi²)  |
| DC38 | 중앙자치구        | NW382 | 27,854km² (10,754mi²) | Tswaing                       |             | 5,966km² (2,303mi²)  |                      |
| DC38 | 중앙자치구        | NW383 | 27,854km² (10,754mi²) | 마피켕（마피켕 포함）         |             | 3,693km² (1,426mi²)  |                      |
| DC38 | 중앙자치구        | NW384 | 27,854km² (10,754mi²) | Disobotla                     |             | 6,465km² (2,496mi²)  |                      |
| DC38 | 중앙자치구        | NW385 | 27,854km² (10,754mi²) | Ramotshere Moiloa             |             | 7,192km² (2,777mi²)  |                      |
| DC39 | 보피리마          |       | 47,478km² (18,331mi²) | NW391                         | Kagisano    |                      | 14,691km² (5,672mi²) |
| DC39 | 보피리마          | NW392 | 47,478km² (18,331mi²) | Naledi                        |             | 3,424km² (1,322mi²)  |                      |
| DC39 | 보피리마          | NW393 | 47,478km² (18,331mi²) | Mamusa                        |             | 3,615km² (1,396mi²)  |                      |
| DC39 | 보피리마          | NW394 | 47,478km² (18,331mi²) | Greater Taung                 |             | 5,635km² (2,176mi²)  |                      |
| DC39 | 보피리마          | NW395 | 47,478km² (18,331mi²) | Molopo                        |             | 12,588km² (4,860mi²) |                      |
| DC39 | 보피리마          | NW396 | 47,478km² (18,331mi²) | Lekwn-Teemane                 |             | 3,681km² (1,421mi²)  |                      |
| DC40 | 남부군            |       | 14,645km² (5,654mi²)  | NW401                         | Ventersdorp |                      | 3,764km² (1,453mi²)  |
| DC40 | 남부군            | NW402 | 14,645km² (5,654mi²)  | Tlokwe                        |             | 2,673km² (1,032mi²)  |                      |
| DC40 | 남부군            | NW403 | 14,645km² (5,654mi²)  | Matlosana                     |             | 3,563km² (1,376mi²)  |                      |
| DC40 | 남부군            | NW404 | 14,645km² (5,654mi²)  | Maquassi Hills                |             | 4,644km² (1,793mi²)  |                      |

## 같이 보기
- 남아프리카 공화국의 주